# Kozice (Szalatnok)
Kozice falu Horvátországban Verőce-Drávamente megyében. Közigazgatásilag Szalatnokhoz tartozik.

## Fekvése
Verőcétől légvonalban 32, közúton 35 km-re délkeletre, községközpontjától 3 km-re délkeletre, Nyugat-Szlavóniában, a Papuk-hegység északi lábánál, a D2-es számú Drávamenti főút mentén Szalatnok és Nova Bukovica között fekszik. Határában halad át a Zágráb-Eszék vasútvonal.

## Története
A falu középkori létezésének sem az írott forrásokban, sem a régészeti leletek hiányában nincs nyoma. A mai falu feltehetően a török uralom idején keletkezett, amikor a 17. században Boszniából pravoszláv szerbeket telepítettek ide. A Pozsegai szandzsákhoz tartozott. Lakossága a térség 1684-ben történt a török uralom alóli felszabadítása idején is megmaradt. Első írásos említése 1698-ban „Pagus Kozicze” néven, a török uralom alól felszabadított falvak összeírása során történt, amikor mindössze 6 ház állt itt. Abban az időben a falu házai nem a mai helyen a főút mellett, hanem ettől délre a Bojinac-hegy keleti oldalán álltak. Nagy lendületet adott a település fejlődésének a Verőcét Eszékkel összekötő főút megépítése 1756-ban. Az első időben csak szerbek laktak itt, az első 14 horvát család csak 1765 és 1768 között települt itt le. Az új betelepülők Likából, Krmpote vidékéről, Ledenicéről és a Tengermellékről, Zengg környékéről érkeztek. A helyiek jómódú voltát jelzi, hogy 1812-ben már állt a harangtorony, míg a környező falvakban akkor még ilyen nem volt. A 44 kilogrammos harangot 1829-ben Weinbert mester pécsi műhelyében öntötték. A falu lakói főként állattartásból éltek, de az újonnan érkezettek közül sokan foglalkoztak favágással, majd szénégetéssel is.
Az első katonai felmérés térképén „Dorf Kosicze” néven találjuk. Lipszky János 1808-ban Budán kiadott repertóriumában „Kozicze” néven szerepel. Nagy Lajos 1829-ben kiadott művében „Kozicza” néven 70 házzal, 304 katolikus és 124 ortodox vallású lakossal szerepel. 1848-ban a település már két részből, Stare és Nove Kozicéből állt, mindkét településnek külön bírója volt. Verőce vármegye Szalatnoki járásának része volt. 1857-ben 509, 1910-ben 785 lakosa volt. 1910-ben a népszámlálás adatai szerint lakosságának 64%-a horvát, 22%-a szerb, 7%-a magyar, 3%-a német anyanyelvű volt. Az első világháború után 1918-ban az új szerb-horvát-szlovén állam, majd később (1929-ben) Jugoszlávia része lett. A második világháború itt is sok áldozatot követelt.
A háború után fellendült a gazdasági élet. Az első traktor 1948-ban jelent meg a településen Vinko Zagorac tulajdonában. 1950-ben bevezették az elektromos áramot. 1957-ben a lakosság bejelentette igényét vasútállomás létesítésére. 1960-ban transzformátorállomás épült. 1966-ban aszfaltozták a helyi utakat. 1984-ben felépítették a falu közösségi házát. 1991-ben lakosságának 82%-a horvát, 10%-a szerb nemzetiségű volt. A délszláv háború idején 1991. október 28-án megalakult a horvát hadsereg 136. slatinai dandárja, melynek soraiban 77 kozicai lakos is részt vett a harcokban. Közülük ketten estek el, tízen pedig megsebesültek.  2011-ben a településnek 511 lakosa volt.

## Lakossága
| Lakosság változása | Lakosság változása | Lakosság változása | Lakosság változása | Lakosság változása | Lakosság változása | Lakosság változása | Lakosság változása | Lakosság változása | Lakosság változása | Lakosság változása | Lakosság változása | Lakosság változása | Lakosság változása | Lakosság változása | Lakosság változása |
| ------------------ | ------------------ | ------------------ | ------------------ | ------------------ | ------------------ | ------------------ | ------------------ | ------------------ | ------------------ | ------------------ | ------------------ | ------------------ | ------------------ | ------------------ | ------------------ |
| 1857               | 1869               | 1880               | 1890               | 1900               | 1910               | 1921               | 1931               | 1948               | 1953               | 1961               | 1971               | 1981               | 1991               | 2001               | 2011               |
| 509                | 585                | 446                | 641                | 721                | 785                | 786                | 792                | 677                | 761                | 688                | 652                | 647                | 640                | 556                | 511                |

## Nevezetességei
A faluban több tradicionális népi építésű lakóház található. A falu legrégibb építésű háza a Rakitovac-hegyen áll, Jozo Funko tulajdonában, kora mintegy 200 év. A legrégibb borospince Marko Cader tulajdonában áll a Bojinac-hegyen, kora 150 év.
A harangtorony 1812-ben már állt, építési idejéről nincs pontos adat. 1862-ben és 1940-ben megújították. A falu új temploma 1994-ben épült, felszentelését 1994. szeptember 24-én Franjo Kuharić érsek végezte.

## Oktatás
A helyi oktatás kezdetét az 1868-as év jelenti, amikor a szomszédos Nova Bukovicán megnyílt az elemi iskola. Ide jártak a kozicei gyermekek is. A településnek 1909-ben lett saját iskolája. Az iskola épülete egy 40 tanuló számára épített tanteremből és egy tanítói lakásból állt. A régi iskola udvarán építették fel 1935 és 1937 között a mai iskolaépületet, melyet ma is használnak. Az épületben a szalatnoki elemi iskola alsó tagozatos területi iskolája működik. A régi épületet 1974-ben bontották le.

## Sport
Az NK Kozice labdarúgóklubot 2008-ban alapították. Elődje a „Polet” labdarúgóklub 1968-ban alakult.

## Egyesületek
A település önkéntes tűzoltóegyletét 1933. április 23-án alapították.